# Нистру (футбольный клуб, Чобурчи)
«Нистру» (рум. Nistru Cioburciu) — ныне несуществующий молдавский футбольный клуб из села Чобурчи (Штефан-Водский район). Клуб был основан в 1992 году, все четыре года своего существования команда играла в Национальном дивизионе чемпионата Молдовы, в 1996 году «Нистру» прекратил своё существование.